# Porc domestic
Porcul domestic (Sus scrofa domesticus sau Sus domesticus) este pe lângă câine, cel mai vechi animal domesticit de oameni. Se pare că domesticirea lui s-a produs în neolitic acum 9000 de ani. În Europa și Orientul Îndepărtat, carnea de porc este preferată de consumatorii de carne. Numărul porcilor domestici este de aproximativ 961 de milioane capete, din care 190 de milioane în Europa și 489 de milioane în China. Porcul este omnivor, putând fi hrănit atât cu furaje de origine animală, cât și vegetală.
Gestația la scroafe durează intre 112-114 de zile. Durata naturală de viață a porcului este de aproximativ 12 ani.
Unele religii (islamul, iudaismul sau cultul adventist de Ziua a Șaptea) interzic consumul cărnii de porc. 

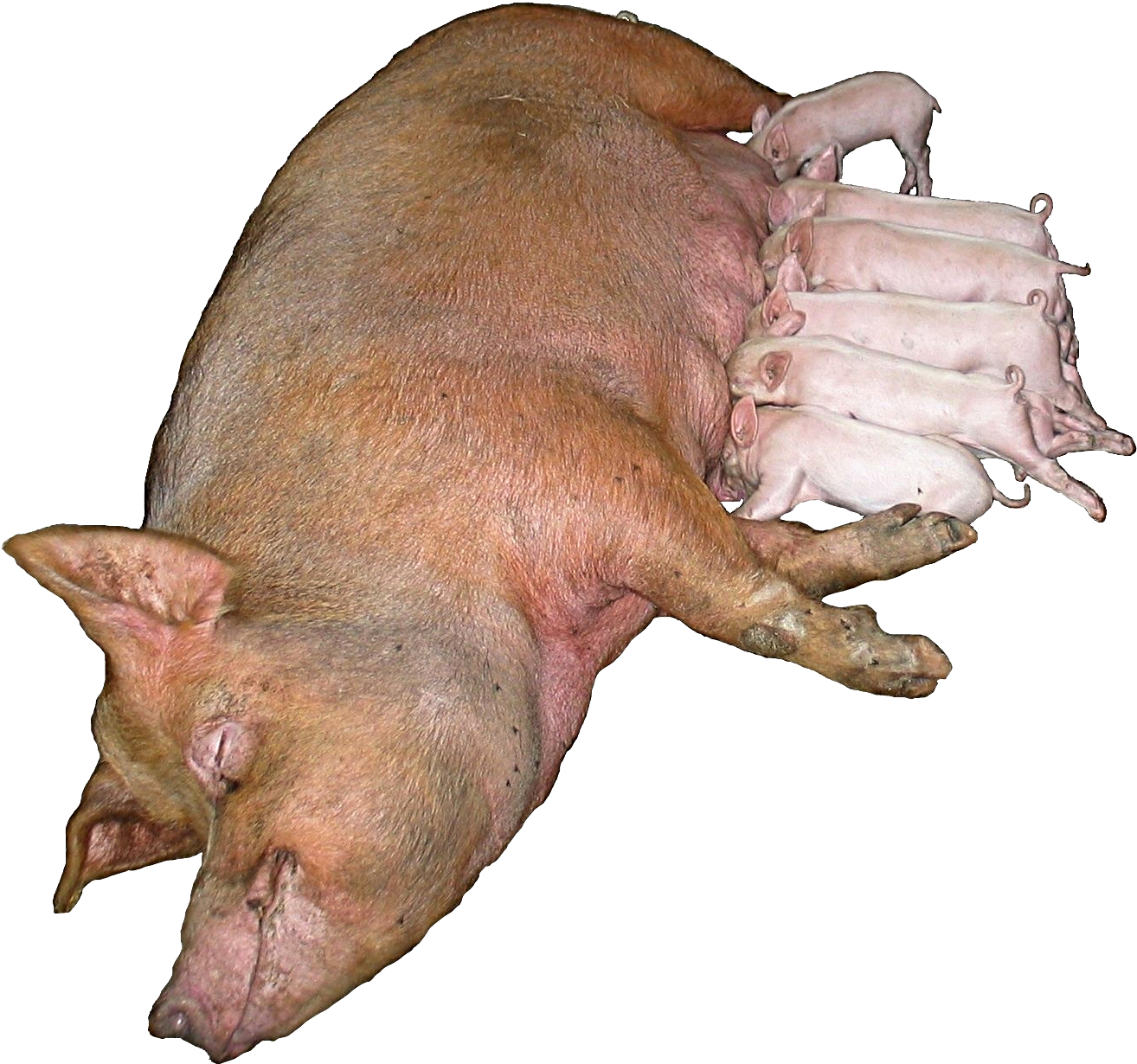
Scroafă alăptând purcei

## Rase de porci
În întreaga lume există aproximativ o sută de rase de porci. În România, porcii cei mai răspîndiți sunt următorii:
- Marele alb
- Landrace
- Duroc
- Pietrain
- Linia sintetica 345 Peris
- În România sunt crescuți peste 3,6 milioane de porci (2020).[necesită citare]